# Пуэрто-Варас
Пуэрто-Варас (исп. Puerto Varas) — город в Чили. Административный центр одноимённой коммуны. Население — 22022 человек (2002).   Город и коммуна входит в состав провинции Льянкиуэ  и области Лос-Лагос .
Территория коммуны — 4064,9 км². Численность населения — 37517 жителей (2007). Плотность населения — 9,23 чел/км².

## Расположение
Город расположен в 17 км на север от административного центра области города Пуэрто-Монт, на берегу озера Льянкиуэ — второго по величине в Чили.
Коммуна граничит:
- на севере — c коммунами  Пуеуэ , Пуэрто-Октай
- на востоке — с провинциями Неукен  (Аргентина), Рио-Негро  (Аргентина)
- на юге — c коммунами Кочамо , Пуэрто-Монт
- на западе — c коммуной Лос-Муэрмос
- на северо-западе — c коммунами Фрутильяр,  Льянкиуэ

## Демография
Согласно сведениям, собранным в ходе переписи Национальным институтом статистики,  население коммуны составляет 37517 человек, из которых 19123 мужчин и 18394 женщин.
Население коммуны составляет 4,72% от общей численности населения области Лос-Лагос. 27,06%  относится к сельскому населению и 72,94% — городское население.

### Важнейшие населенные пункты коммуны
- Пуэрто-Варас (город) — 22022 жителей
- Нуэва-Браунау (поселок) — 2040 жителей